# Michael Chandler (zawodnik MMA)
Michael Chandler Jr. (ur. 24 kwietnia 1986 w High Ridge) – amerykański zapaśnik oraz zawodnik mieszanych sztuk walki (MMA). Trzykrotny mistrz Bellator MMA z 2011, 2016 i 2018 w wadze lekkiej. Od 2021 roku związany z UFC.

## Życiorys i przeszłość zapaśnicza
Urodził i wychował się w High Ridge, jako drugie z czworga dzieci Michaela Sr. i Betty. Ma niemieckie i irlandzkie pochodzenie. W szkole średniej w każdym semestrze był na liście honorowej, m.in. zajęcie drugiego miejsca na Mistrzostwach Stanowych MSHSAA jako senior w zapasach. Został uznany za najbardziej wartościowego zapaśnika w jego starszym sezonie.
Po ukończeniu Northwest High School w 2004 roku, zapisał się na Uniwersytet Missouri bez stypendium sportowego, wchodząc w skład szkolnej drużyny zapaśniczej. Podczas studiów w Missouri, był czterokrotnym kwalifikatorem NCAA Division I, zebrał 100 zwycięstw w karierze, a także zajął piąte miejsce w NCAA jako senior, zdobywając wyróżnienie DI All-American. Zgromadził rekord 31-15 rekord na 12 przeciwników i 100-40 jako ogólny rekord w swoich czterech latach. Specjalizował się w usługach zarządzania finansami osobistymi z niewielkim udziałem w nieruchomościach. Ma bliskie relacje z Danem Hodge, mistrzem Bellator MMA Benem Askrenem oraz byłym mistrzem UFC w wadze półśredniej Tyronem Woodleyem.

## Kariera MMA

### Strikeforce
W 2009 roku zadebiutował zawodowo w mieszanych sztukach walki (MMA).
Do maja 2010 stoczył dwa zwycięskie pojedynki na galach Strikeforce.

### Bellator MMA
We wrześniu tego samego roku, zadebiutował w Bellator FC. Do końca roku stoczył dwa zwycięskie starcia, po czym w marcu 2011, wystartował w turnieju Bellatora wagi lekkiej.
W ćwierćfinale, który miał miejsce 12 marca 2011 pokonał przed czasem debiutującego w organizacji, Polaka Marcina Helda, w półfinale, 9 kwietnia wypunktował Lloyda Woodarda, a w finale, który odbył się 14 maja pokonał jednogłośnie na punkty, Brazylijczyka Patricky Freire i otrzymał szansę walki o tytuł wagi lekkiej.
19 listopada 2011 na gali Bellator 58, zwyciężył Eddiego Alvareza, dusząc go w 4. rundzie i odbierając mu pas mistrzowski. W latach 2012–2013, dwukrotnie bronił tytułu. W trzeciej obronie pasa, 2 listopada 2013, ponownie skrzyżował rękawice z Alvarezem, ostatecznie przegrywając z nim niejednogłośnie na punkty i tracąc mistrzostwo na jego rzecz. Ze względu, iż walka była bardzo wyrównana, po niedługim czasie ogłoszono trzecie starcie Chandlera z Alvarezem, lecz ostatecznie do niego nie doszło, gdyż na tydzień przed galą, Alvarez doznał wstrząśnienia mózgu na jednym z treningów i musiał wycofać się z pojedynku. W zastępstwie za niego, 17 maja 2014 na Bellator 120, zmierzył się z Willem Brooksem, o tymczasowy pas mistrzowski wagi lekkiej, sensacyjnie przegrywając z nim niejednogłośnie na punkty. W rewanżu, który miał miejsce 15 listopada 2014 ponownie uległ Brooksowi, tym razem przez techniczny nokaut w 4. rundzie. Stawką pojedynku było zwakowane mistrzostwo wagi lekkiej.
W 2015 wrócił na zwycięskie tory, pokonując 19 czerwca Dereka Camposa. 24 czerwca 2016 na gali Bellator 157: Dynamite 2, zdobył zwakowany przez Willa Brooksa pas wagi lekkiej, nokautując prawym sierpowym Patricky Freire w 1. rundzie.
19 listopada 2016 obronił pas przeciwko Bensonowi Hendersonowi wygrywając z nim niejednogłośnie na punkty. 24 czerwca 2017 stracił mistrzostwo na rzecz Brenta Primusa z którym przegrał przez techniczny nokaut w 1. rundzie wskutek odniesionej kontuzji nogi która zmusiła sędziego do przerwania walki.
Po niefortunnej przegranej z Primusem wygrał dwa kolejne pojedynki po czym 14 grudnia 2018 w Honolulu ponownie zmierzył się z nim o tytuł, tym razem pokonując go jednogłośnie na punkty.
25 października 2019 roku ogłoszono, że powróci do klatki, aby zmierzyć się z Bensonem Hendersonem na gali Bellator & Rizin: Japan 29 grudnia 2019 roku, ale Henderson został zmuszony do wycofania się z walki powołując się na kontuzję. Został zastąpiony przez Sidneya Outlawa, a walka odbyła się w limicie wagowym do 72,5 kg. Pokonał Outlawa przez nokaut w pierwszej rundzie.
Rewanż z Bensonem Hendersonem został przełożony na Bellator 244 6 czerwca 2020 roku. Wydarzenie zostało przełożone z powodu pandemii COVID-19 i ostatecznie miało miejsce 7 sierpnia 2020 na Bellator 243. Wygrał walkę przez nokaut w pierwszej rundzie.

### UFC
17 września 2020 roku ogłoszono, że podpisał kontrakt z organizacją Ultimate Fighting Championship.
W pierwszym pojedynku w tej organizacji zmierzył się przeciwko Danowi Hookerowi na UFC 257 w dniu 24 stycznia 2021 roku. Wygrał walkę przez techniczny nokaut w pierwszej rundzie. To zwycięstwo przyniosło mu bonus za występ wieczoru.
W kolejnej walce zmierzył się z długoletnim weteranem Charlesem Oliveirą o wakujące mistrzostwo UFC w wadze lekkiej, po odejściu byłego mistrza Chabiba Nurmagomiedowa. Chociaż udało mu się trafić Oliveirę w pierwszej rundzie, przegrał walkę przez techniczny nokaut na początku drugiej rundy.
Na wydarzeniu UFC 268, które miało miejsce 6 listopada 2021 roku skrzyżował rękawice z byłym tymczasowym mistrzem UFC w wadze lekkiej Justinem Gaethje. Przegrał walkę przez jednogłośną decyzję. Pojedynek został nagrodzony bonusem za walkę wieczoru.
7 maja 2022 roku, podczas UFC 274 znokautował kopnięciem frontalnym byłego tymczasowego mistrza UFC wagi lekkiej Tony'ego Fergusona w drugiej rundzie. Dzięki fenomenalnemu nokautowi Amerykanin został nagrodzony bonusem za występ wieczoru.
12 listopada 2022 podczas UFC 281 stoczył walkę z tymczasowym mistrzem UFC w wadze lekkiej, Dustinem Porierem.  Pojedynek doszedł do trzeciej rundy, w której Porier poddał Chandlera duszeniem zza pleców. Dzięki wielu zwrotom akcji pojedynek nagrodzono bonusem za walkę wieczoru.
Na początku lutego 2023 roku ogłoszono, że wraz z Conorem McGregorem będzie trenerem w 31. sezonie programu The Ultimate Fighter. Po jego zakończeniu miało dojść do pojedynku trenerów podczas jednej z numerowanych gal UFC. Starcie Chandlera z McGregorem zaplanowano w wadze półśredniej na galę UFC 303 w terminie 29 czerwca 2024. Po spekulacjach na temat statusu walki z powodu nagle odwołanej konferencji prasowej, UFC oficjalnie ogłosiło odwołanie walki 13 czerwca 2024, powołując się na kontuzję odniesioną przez McGregora. We wrześniu 2024 roku poinformowano, że Chandler „skończył czekać” na walkę z McGregorem. 
Po rocznej przerwie od ostatniej stoczonej walki, powrócił 16 listopada 2024 na gali UFC 309, na której podjął w rewanżowym starciu, Charlesa Oliveirę. Ponownie przegrał z Brazylijczykiem, jednak tym razem jednogłośnie na pełnym dystansie. Pojedynek nagrodzono bonusem za najlepszą walkę wieczoru. 
12 kwietnia 2025 podczas pięciorundowej drugiej walki wieczoru gali UFC 314 w Miami, zmierzył się z byłym mistrzem Cage Warriors, Paddym Pimblettem. Chandler przegrał w trzeciej rundzie przez techniczny nokaut, zostając zasypanym przez Anglika ciosami i łokciami w parterze. 

## Życie prywatne
Zaczął spotykać się z Brie Willett w 2013 roku po prawie dwóch latach wysyłania e-maili.. Pobrali się w 2014. Cztery lata później para adoptowała syna. W kwietniu 2022 ogłosił narodziny swojego drugiego adoptowanego syna Ace'a zaledwie dwa tygodnie przed walką na gali UFC 274.
Jest właścicielem Training Camp, siłowni fitness i MMA w Nashville.

## Osiągnięcia

### Mieszane sztuki walki
- Bellator Fighting Championships
  - 2011: Bellator Season 4 Lightweight Tournament – 1. miejsce w turnieju wagi lekkiej
  - 2011–2013: mistrz Bellator MMA w wadze lekkiej
  - 2016–2017: mistrz Bellator MMA w wadze lekkiej
  - 2018: mistrz Bellator MMA w wadze lekkiej

- MMA Junkie
  - 2016: Nokaut miesiąca czerwiec vs. Patricky Freire 24 czerwca[46]
  - 2021: Walka miesiąca maj vs. Charles Oliveira[47]
  - 2021: Walka miesiąca listopad vs. Justin Gaethje[48]
  - 2021: Walka roku vs. Justin Gaethje[49]
  - 2022: Nokaut miesiąca maj vs. Tony Ferguson[50]
- MMAFighting.com
  - 2021: Walka roku vs. Justin Gaethje[51]
- Sherdog
  - 2011: Przełomowy zawodnik roku[52]
  - 2021: Walka roku vs. Justin Gaethje[53]
  - 2021: Runda roku vs. Justin Gaethje[54]
  - 2022: Nokaut roku[55]
- Yahoo! Sports
  - 2011: Walka roku vs. Eddie Alvarez 19 listopada
  - 2021: Walka roku vs. Justin Gaethje[56]
- Cageside Press
  - 2021: Walka roku vs. Justin Gaethje[57]
  - 2022: Nokaut roku vs. Tony Ferguson[58]
- Lowkick MMA
  - 2021: Walka roku vs. Justin Gaethje[59]
- Bleacher Report
  - 2021: Walka roku vs. Justin Gaethje[60]
- CBS Sports
  - 2021: Walka roku vs. Justin Gaethje[61]
- Daily Mirror
  - 2021: Walka roku vs. Justin Gaethje[62]
- Combat Press
  - 2021: Walka roku vs. Justin Gaethje[63]
- Wrestling Observer Newsletter
  - 2021: Walka roku MMA vs. Justin Gaethje na UFC 268[64]
- World MMA Awards
  - 2022: Nokaut roku vs. Tony Ferguson na UFC 274[65]

### Zapasy
- National Collegiate Athletic Association'[66]'
  - 2009: NCAA Division I All-American – V miejsce
  - 2008: Big 12 Conference – 2. miejsce
  - 2009: Big 12 Conference – 2. miejsce
- Missouri State High School Activities Association
  - 2004: MSHSAA High School State Championship – 2. miejsce

## Lista zawodowych walk w MMA
| Wynik     | Bilans | Przeciwnik (bilans przed walką) | Rozstrzygnięcie                         | Runda | Czas | Rozgrywki                    | Data       | Miejsce       | Uwagi                                                                          |
| --------- | ------ | ------------------------------- | --------------------------------------- | ----- | ---- | ---------------------------- | ---------- | ------------- | ------------------------------------------------------------------------------ |
| Przegrana | 23-10  | Paddy Pimblett (22-3)           | TKO (ciosy pięściami)                   | 3     | 3:07 | UFC 314                      | 12.04.2025 | Miami         | Co-Main Event.                                                                 |
| Przegrana | 23-9   | Charles Oliveira (34-10. 1 NC)  | Decyzja (jednogłośna)                   | 5     | 5:00 | UFC 309                      | 16.11.2024 | Nowy Jork     | Bonus za walkę wieczoru. Co-Main Event                                         |
| Przegrana | 23-8   | Dustin Poirier (28-7. 1 NC)     | Poddanie (duszenie zza pleców)          | 3     | 2:00 | UFC 281                      | 12.11.2022 | Nowy Jork     | Bonus za walkę wieczoru.                                                       |
| Wygrana   | 23-7   | Tony Ferguson (25-6)            | KO (kopnięcie frontalne)                | 2     | 0:17 | UFC 274                      | 07.05.2022 | Phoenix       | Bonus za występ wieczoru.                                                      |
| Przegrana | 22-7   | Justin Gaethje (22-3)           | Decyzja (jednogłośna)                   | 3     | 5:00 | UFC 268                      | 06.11.2021 | Nowy Jork     | Bonus za walkę wieczoru.                                                       |
| Przegrana | 22-6   | Charles Oliveira (30-8)         | TKO (ciosy pięściami)                   | 2     | 0:19 | UFC 262                      | 15.05.2021 | Houston       | Pojedynek o wakujący pas mistrzowski UFC w wadze lekkiej. Main Event           |
| Wygrana   | 22-5   | Dan Hooker (20-9)               | TKO (ciosy pięściami)                   | 1     | 2:30 | UFC 257                      | 24.01.2021 | Abu Zabi      | Debiut w UFC. Bonus za występ wieczoru. Co-Main Event                          |
| Wygrana   | 21-5   | Benson Henderson (28-8)         | KO (cios)                               | 1     | 2:09 | Bellator 243                 | 07.08.2020 | Uncasville    | Main Event                                                                     |
| Wygrana   | 20-5   | Sidney Outlaw (14-3)            | KO (cios)                               | 1     | 2:59 | Bellator 237                 | 29.12.2019 | Saitama       | Limit umowny -72,5 kg. Co-Main Event                                           |
| Przegrana | 19-5   | Patricio Freire (28-4)          | TKO (ciosy pięściami)                   | 1     | 1:01 | Bellator 221                 | 11.05.2019 | Rosemont      | Stracił pas mistrzowski Bellator w wadze lekkiej. Main Event                   |
| Wygrana   | 19-4   | Brent Primus (8-0)              | Decyzja (jednogłośna)                   | 5     | 5:00 | Bellator 212                 | 14.12.2018 | Honolulu      | Zdobył pas mistrzowski Bellator w wadze lekkiej. Main Event                    |
| Wygrana   | 18-4   | Brandon Girtz (15-7)            | Poddanie (duszenie trójkątne ramionami) | 1     | 4:00 | Bellator 197                 | 13.04.2018 | Missouri City | Main Event                                                                     |
| Wygrana   | 17-4   | Goiti Yamauchi (22-3)           | Decyzja (jednogłośna)                   | 3     | 5:00 | Bellator 192                 | 20.01.2018 | Inglewood     |                                                                                |
| Przegrana | 16-4   | Brent Primus (7-0)              | TKO (zatrzymanie przez lekarza)         | 1     | 2:22 | Bellator 180                 | 24.06.2017 | Nowy Jork     | Stracił pas mistrzowski Bellator w wadze lekkiej                               |
| Wygrana   | 16-3   | Benson Henderson (24-6)         | Decyzja (jednogłośna)                   | 5     | 5:00 | Bellator 165                 | 19.11.2016 | San Jose      | Obronił pas mistrzowski Bellator w wadze lekkiej. Main Event                   |
| Wygrana   | 15-3   | Patricky Freire (16-7)          | KO (cios)                               | 1     | 2:14 | Bellator 157                 | 24.06.2016 | Missouri City | Zdobył pas mistrzowski Bellator w wadze lekkiej.                               |
| Wygrana   | 14-3   | David Rickels (16-3)            | TKO (ciosy pięściami)                   | 2     | 3:05 | Bellator 145                 | 06.11.2015 | Missouri City |                                                                                |
| Wygrana   | 13-3   | Derek Campos (15-4)             | Poddanie (duszenie zza pleców)          | 1     | 2:17 | Bellator 138                 | 19.06.2015 | Missouri City |                                                                                |
| Przegrana | 12-3   | Will Brooks (14-1)              | TKO (ciosy pięściami)                   | 4     | 3:48 | Bellator 131                 | 15.11.2014 | San Diego     | Pojedynek o wakujący pas mistrzowski Bellator w wadze lekkiej. Co-Main Event   |
| Przegrana | 12-2   | Will Brooks (13-1)              | Decyzja (jednogłośna)                   | 5     | 5:00 | Bellator 120                 | 17.05.2014 | Southaven     | Pojedynek o tymczasowy pas mistrzowski Bellator w wadze lekkiej. Co-Main Event |
| Przegrana | 12-1   | Eddie Alvarez (24-3)            | Decyzja (jednogłośna)                   | 5     | 5:00 | Bellator 106                 | 02.11.2013 | Long Beach    | Stracił pas mistrzowski Bellator w wadze lekkiej. Main Event                   |
| Wygrana   | 12-0   | David Rickels (14-1)            | KO (cios)                               | 1     | 0:44 | Bellator 97                  | 31.07.2013 | Rio Rancho    | Obronił pas mistrzowski Bellator w wadze lekkiej. Main Event                   |
| Wygrana   | 11-0   | Rick Hawn (14-1)                | Poddanie (duszenie zza pleców)          | 2     | 3:07 | Bellator 85                  | 17.01.2013 | Irvine        | Obronił pas mistrzowski Bellator w wadze lekkiej. Main Event                   |
| Wygrana   | 10-0   | Akihiro Gōno (33-17-7)          | TKO (ciosy pięściami)                   | 1     | 0:56 | Bellator 67                  | 04.05.2012 | Ontario       | Obronił pas mistrzowski Bellator w wadze lekkiej. Main Event                   |
| Wygrana   | 9-0    | Eddie Alvarez (22-2)            | Poddanie (duszenie zza pleców)          | 4     | 3:06 | Bellator 58                  | 19.11.2011 | Hollywood     | Zdobył pas mistrzowski Bellator w wadze lekkiej. Main Event                    |
| Wygrana   | 8-0    | Patricky Freire (9-1)           | Decyzja (jednogłośna)                   | 3     | 5:00 | Bellator 44                  | 14.05.2011 | Atlantic City | Wygrał turniej wagi lekkiej Bellator 4 sezonu.                                 |
| Wygrana   | 7-0    | Lloyd Woodard (11-0)            | Decyzja (jednogłośna)                   | 3     | 5:00 | Bellator 40                  | 09.04.2011 | Oklahoma      | Półfinał turnieju wagi lekkiej Bellator 4 sezonu.                              |
| Wygrana   | 6-0    | Marcin Held (10-1)              | Poddanie (duszenie trójkątne ramionami) | 1     | 3:56 | Bellator 36                  | 12.03.2011 | Shreveport    | Debiut w wadze lekkiej, Ćwierćfinał turnieju wagi lekkiej Bellator 4 sezonu.   |
| Wygrana   | 5-0    | Chris Page (1-2)                | Poddanie (duszenie gilotynowe)          | 1     | 0:57 | Bellator 32                  | 14.10.2010 | Kansas City   | Limit umowny -75 kg.                                                           |
| Wygrana   | 4-0    | Scott Stapp (2-0)               | TKO (ciosy pięściami)                   | 1     | 1:57 | Bellator 31                  | 30.09.2010 | Lake Charles  | Debiut w Bellator, Limit umowny -75 kg.                                        |
| Wygrana   | 3-0    | Salvador Woods (4-8)            | Poddanie (duszenie zza pleców)          | 1     | 0:59 | Strikeforce: Heavy Artillery | 15.05.2010 | Missouri City |                                                                                |
| Wygrana   | 2-0    | Richard Bouphanouvong (1-1)     | TKO (ciosy pięściami)                   | 2     | 2:07 | Strikeforce 5: Challengers   | 20.11.2009 | Kansas City   | Limit umowny -75 kg.                                                           |
| Wygrana   | 1-0    | Kyle Swadley (3-3)              | TKO (ciosy pięściami)                   | 1     | 3:30 | First Blood                  | 08.08.2009 | Missouri City |                                                                                |